# Jaromír Wolf

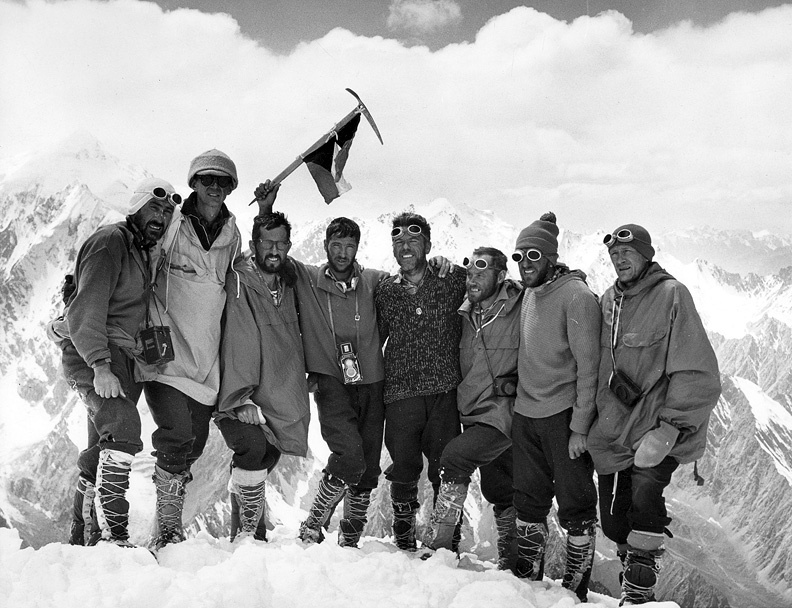
Hindúkuš, první československá horolezecká expedice, 1965, foto Vilém Heckel

Jaromír Wolf (Vlk; 24. března 1919 Zlonice – 29. dubna 1990 Praha) byl český horolezec, československý lodní a expediční lékař, sportovní funkcionář a publicista. Syn hudebního pedagoga Antonína Wolfa (1892–1952) a Marie Wolfové rozené Náprstkové (1896–1981). Jako lodní lékař několikrát obeplul svět. V 70. letech byl vedoucím tělovýchovného lékařského oddělení Fakultní nemocnice II v Praze.

## Výkony a ocenění
- výrazná postava českého woodcraftu, jeden ze zakládajících členu a pilířů kmene Wahpeton (Praha)
- 1949–1950: předseda HO Lokomotiva Děčín, pracoval v Děčínské nemocnici
- 1973 a 1976: zástupce vedoucího výpravy na Makalu

### Expedice
- 1955: lékař výpravy do oblasti Mont Blancu, Alpy, Itálie, reprezentace ČSR
- 1965: Hindúkuš
- 1967: Pamír
- 1970: Hindúkuš
- 1973: Makalu
- 1976: Makalu

## Dílo
- HECKEL, Vilém; WOLF, Jaromír (text). Hindúkuš. 1. vyd. Praha: STN, 1967. 232 s. 22-004-67.
- HECKEL, Vilém. Schody pod vesmír (fotografie), text: Vlastimil Šmída, popisy MUDr. Jaromír Wolf; Olympia, Praha, 1970, 21-001-70
- WOLF, Jaromír. Řeka jménem Červánky : Příběh Čs. horolezecké expedice Himálaj 1973, Praha, Olympia, 1975
- WOLF, Jaromír. Šivova velká noc – Československý výstup na Makalu 1976. Praha: Olympia, 1979. 175+32 s. 27-026-79.
- WOLF, Jaromír. Horolezecká zastavení
- WOLF, Jaromír. Malování podzimu
- WOLF, Jaromír. Oheň třením dřev
- WOLF, Jaromír. Český odbor Slovinského planinského družstva; článek z časopisu Planinsky vestnik; 1967, k 90. výročí založení odboru v Praze[4]